# Richard Kandt

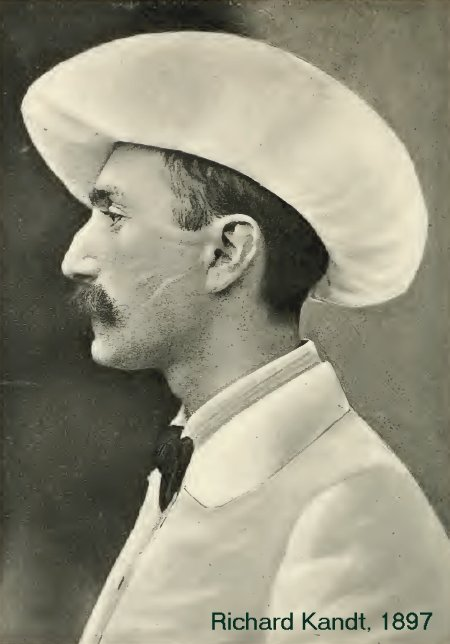
Richard Kandt

Richard Kandt (ur. 17 grudnia 1867 w Poznaniu jako Ryszard Kantorowicz, zm. 29 kwietnia 1918 w Norymberdze) – niemiecki lekarz i badacz Afryki.

## Życiorys
Richard Kandt studiował w Monachium, a następnie zaczął pracować jako psychiatra w Bayreuth i Monachium. W latach 1897–1907 badał północno-zachodnie tereny Niemieckiej Afryki Wschodniej.
W lipcu 1897 zaczął swoją wyprawę od Bagamoyo i w lipcu 1898 odkrył w lesie rwandyjskim Nyungwe jedno ze źródeł Nilu, opowiada o tym w swej książce Caput Nili. Od 1899 do 1901 poświęcił się eksploracji jeziora Kiwu.
Postanowieniem z 20 czerwca 1906, obowiązującym od 15 listopada 1907 został mianowany imperialnym rezydentem Rwandy w Niemieckiej Afryce Wschodniej. Przybył do Rwandy w sierpniu 1907 do swojej siedziby w Kigali.
Wiosną 1914 przybył do Niemiec na wakacje i nie mógł już powrócić do Rwandy z powodu wybuchu I wojny światowej. Wkrótce po wybuchu wojny zgłosił się jako lekarz i udał się na front wschodni. 2 lipca 1917 doznał tam zatrucia gazem. Zmarł 29 kwietnia 1918 w szpitalu wojskowym w Norymberdze. Jego grób znajduje się na cmentarzu Johannisfriedhof w Norymberdze.
Prawie sto lat po jego śmierci jest nadal szanowaną osobą w Rwandzie. W Jego domu w Kigali mieści się obecnie muzeum historii naturalnej. W jednym z pomieszczeń muzeum utworzono izbę jego pamięci.